# روي فرنسيس أدكينز
روي فرنسيس أدكينز (بالإنجليزية: Roy Francis Adkins)‏ هو مجرم بريطاني، ولد في 4 أكتوبر 1947، وتوفي في 28 سبتمبر 1990.